# ウドゥン・スプーン
ウドゥン・スプーン（英語: wooden spoon、木製スプーン）は最下位のチームもしくは個人に贈られる賞。イギリスのケンブリッジ大学の数学最終試験の合格者の中で最下位の学生に木製スプーンが贈られたことを起源とし、英国圏で広まった。現在ではスポーツ分野でも最下位チームに贈られる賞になっている。イギリスの言い伝え「裕福な子供は銀のスプーンを、貧乏な子供は木のスプーンをくわえて生まれてくる」にちなむ。

## スポーツ

### ラグビーユニオン
- 古くは1894年のサウス・ウェールズ・デイリーポストでアイルランド対ウェールズ戦において「どちらのチームが不名誉なウドゥン・スプーンの獲得者となるかを決める試合である」との記述がある[5]。
- シックス・ネイションズでは、最下位のチームに与えられる[6]。不名誉な称号を与えられるだけであり、実際に木のスプーンやトロフィー類を授与されるわけではない。6か国参加となった2000年から2024年までの25回のうち、イタリアが18回、スコットランド4回、ウェールズ2回、フランス1回、ウドゥン・スプーンとなった。

「シックス・ネイションズ#ウドゥン・スプーン」を参照のこと。